# Harris Teeter

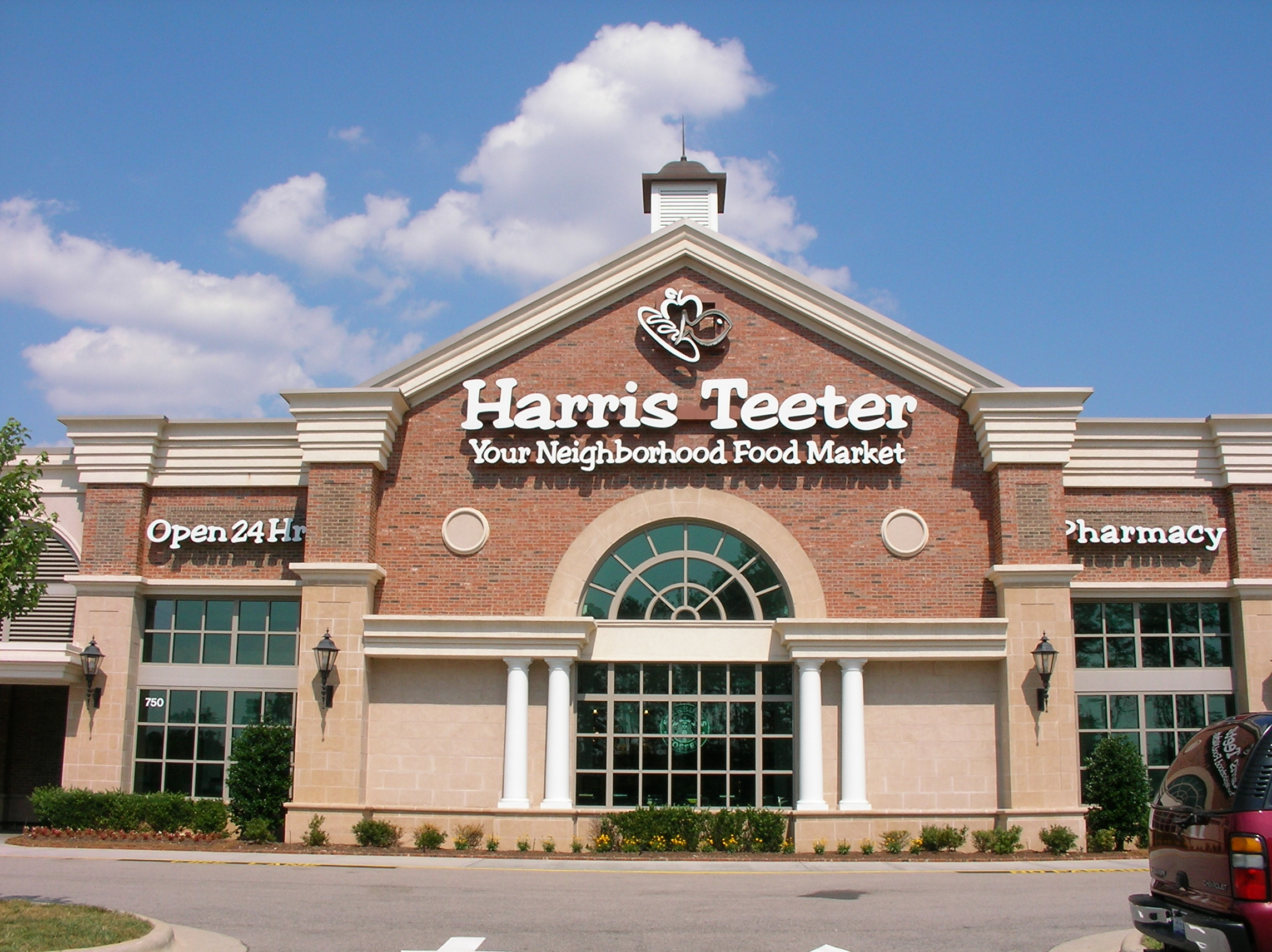
Harris Teeter in Apex, North Carolina (2009)

Die Harris Teeter Supermarkets, Inc. ist ein US-amerikanisches Einzelhandelsunternehmen mit Sitz in Matthews im Bundesstaat North Carolina, das unter dem Namen Harris Teeter Neighborhood Food & Pharmacy Supermärkte betreibt. Zu Harris Teeter gehören (Stand November 2021) 261 Filialen in den Bundesstaaten North Carolina, South Carolina, Maryland, Delaware, Virginia, Georgia und Florida sowie im District of Columbia. Seit 2014 ist Harris Teeter eine Tochterfirma das Einzelhandelskonzerns Kroger.

## Geschichte

### Vorgängerunternehmen

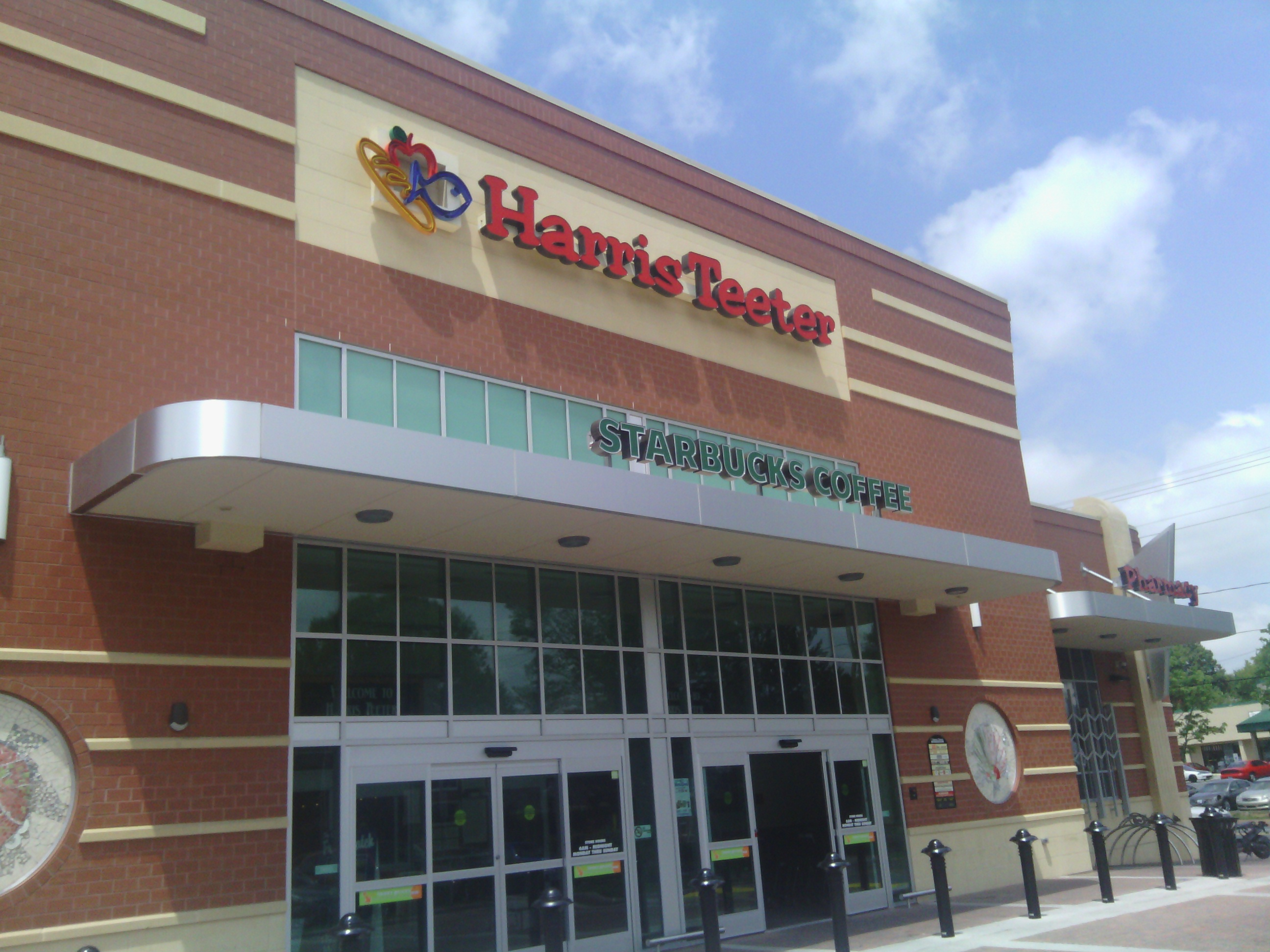
Harris Teeter (gebaut 2012) in Charlotte im Jahr 2014. An dieser Stelle befand sich der 1936 von William Harris eröffnete Gemischtwarenladen.

Der Unternehmer William Thomas Harris führte vor der Great Depression in Charlotte eine Apotheke mit dem Namen „Harris Drugstore“. Danach war er für das Lebensmittelunternehmen The Great Atlantic and Pacific Tea Company (A&P) tätig. Im Jahr 1936 gründete er an der Adresse 1704 Central Avenue einen Gemischtwarenladen mit zunächst acht Mitarbeitern. Dieser war einer der ersten Selbstbedienungsläden in North Carolina und hatte für damalige Verhältnisse relativ lange geöffnet.
Am 15. Juli 1939 eröffnete Willis L. Teeter, der zuvor ebenfalls bei A&P angestellt war, den Lebensmittelladen „Teeter’s Food Mart“ in Mooresville, einem Vorort von Charlotte. Im Jahr 1946 zog das Geschäft aus der Innenstadt in ein größeres Gebäude am Stadtrand um. 1953 wurde ein zweiter Standort in Lincolnville eröffnet, bis November 1958 folgten vier weitere Filialen.

### Harris Teeter

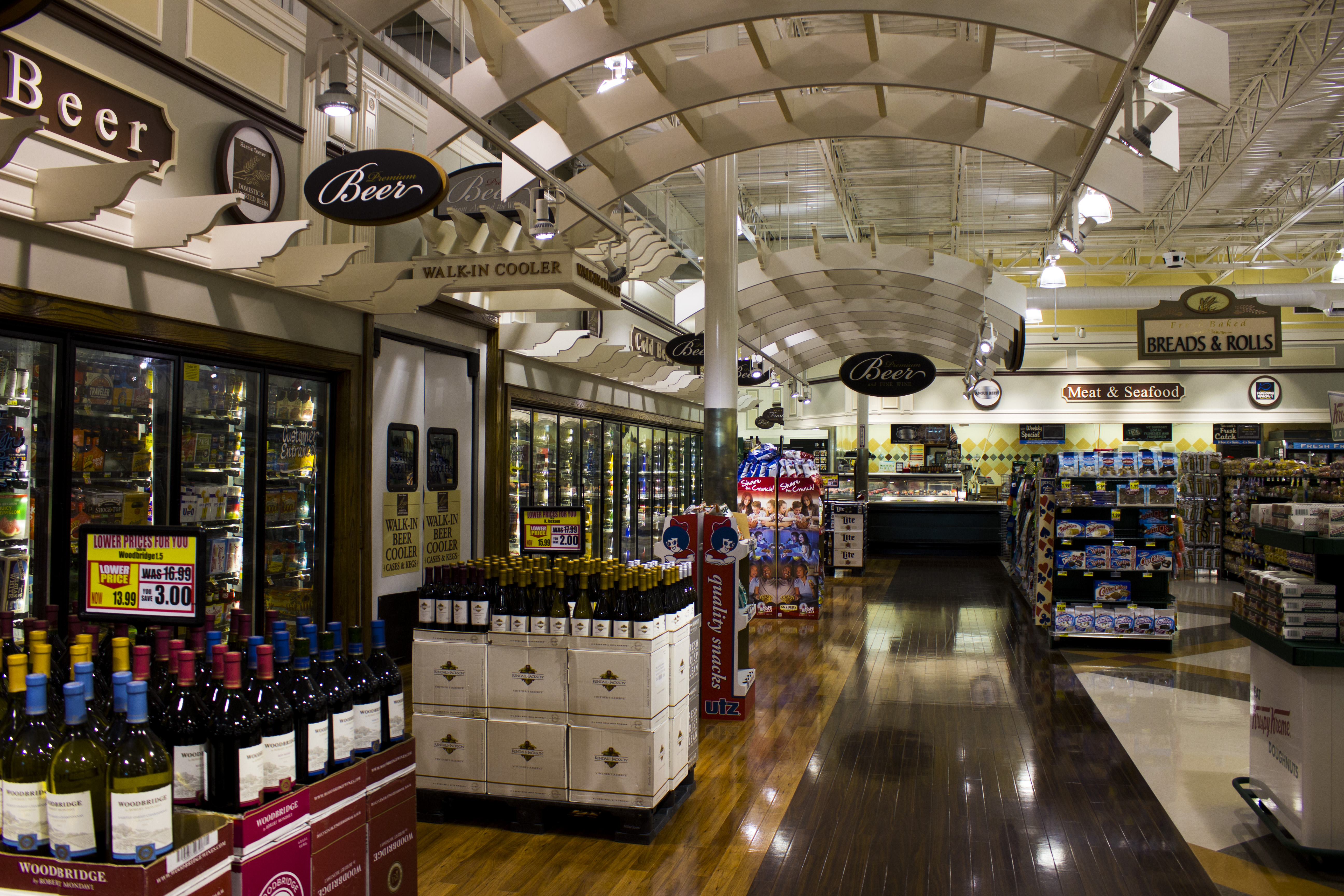
Interieur von Harris Teeter in Kitty Hawk, North Carolina (2017)

William Harris und Willis Teeter lernten sich 1959 bei einer Sitzung der NC Food Dealers Association, in der beide Unternehmen Mitglied waren, kennen und beschlossen im November 1959 die Fusion der beiden Supermarktketten, die im Februar 1960 erfolgte. Das Unternehmen hatte zu Beginn 15 Standorte ausschließlich in North Carolina. Bis 1969 wurde Harris Teeter weiter als Familienunternehmen geführt, danach wurde es von der Ruddick Corporation gekauft. Nach dem Kauf durch die Ruddick Corporation wurde das Sortiment von Harris Teeter um alkoholische Getränke erweitert, zuvor hatte William Harris den Verkauf von Alkohol abgelehnt. In den 1970er Jahren firmierte das Unternehmen kurzzeitig als „Harris Teeter/More Value“, 1979 wurde das Unternehmen wieder rückbenannt.
Im Jahr 1980 kaufte Harris Teeter den Milchproduzenten Hunter Farms in High Point, North Carolina, der seitdem die Milch für die Eigenmarken des Konzerns produziert. 1984 übernahm das Unternehmen mehrere Food-World-Filialen in der Region um Greensboro und expandierte damit erstmals aus dem Großraum Charlotte heraus. Im Jahr 1988 übernahm Harris Teeter alle Supermärkte des Unternehmens Big Star Markets in North Carolina, South Carolina und Virginia. In den 1990er Jahren erfolgte die Eröffnung weiterer Geschäfte in Georgia und Tennessee. Ende der 1990er Jahre wurden drei Standorte in Florida eröffnet, von denen zwei im Jahr 2004 beziehungsweise 2006 wieder aufgegeben wurden. Am 31. Oktober 2006 eröffnete Harris Teeter in Darnestown den ersten Supermarkt der Kette in Maryland, im Jahr 2008 folgte der erste Standort in Washington, D.C.

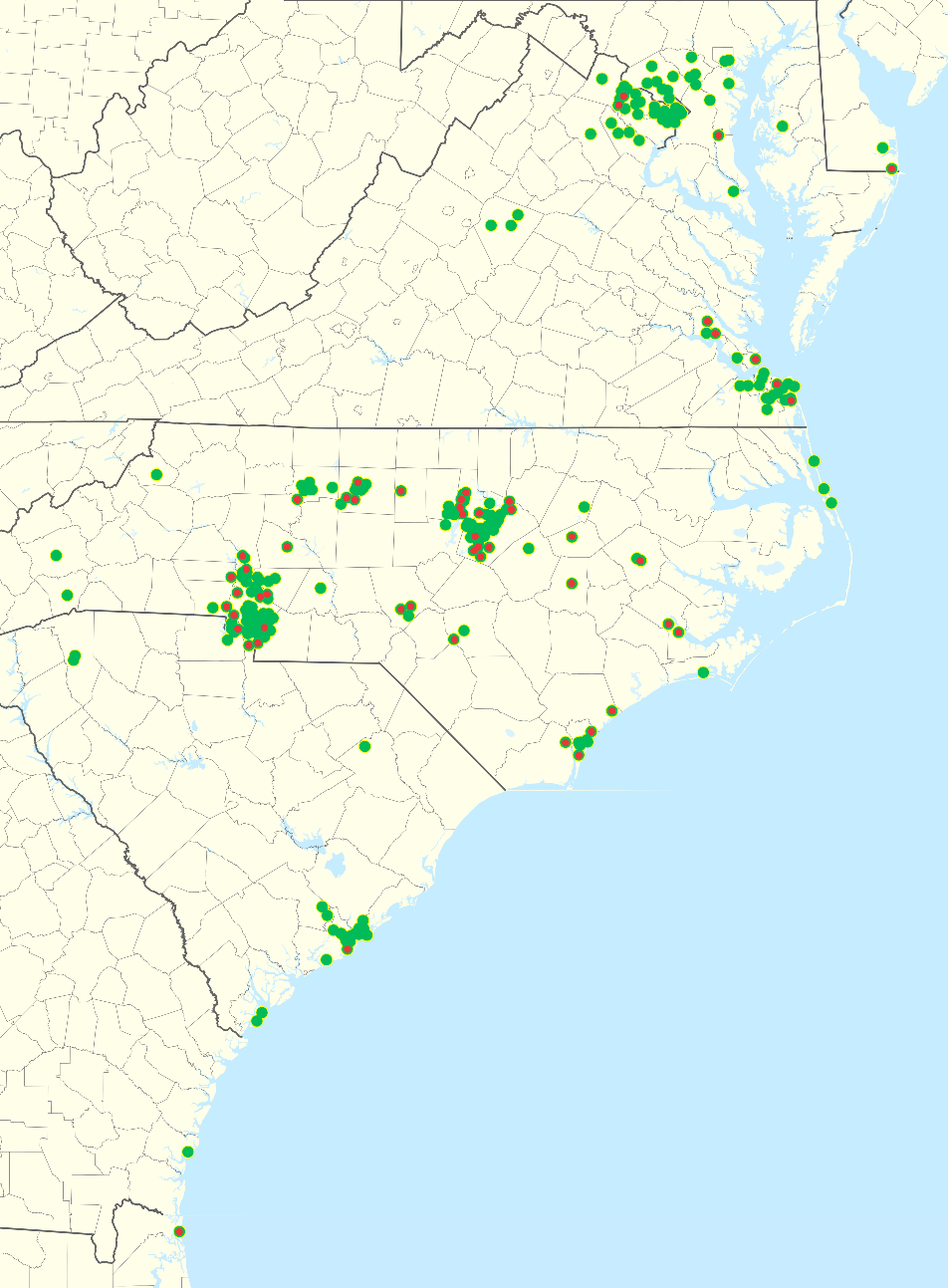
Harris-Teeter-Standorte im Dezember 2020

Zum Ende des Geschäftsjahres 2011 erwirtschaftete die Harris Teeter Supermarkets, Inc. einen Umsatz von rund 4,3 Milliarden US-Dollar. Im Juni 2012 übernahm Harris Teeter mehrere Filialen des Lebensmittelhändlers Lowes Foods, der im Gegenzug Standorte von Harris Teeter in ländlichen Regionen erwarb. In den ehemaligen Lowes-Foods-Filialen in Huntersville und Wesley Chapel eröffnete Harris Teeter gehobene Supermärkte mit dem Markennamen 201central, der Standort in Huntersville wurde im Februar 2018 und der Standort in Wesley Chapel im Dezember 2018 aufgegeben. Ende 2018 eröffnete Harris Teeter in New Bern, North Carolina, einen Supermarkt mit einer Verkaufsfläche von etwa 9200 Quadratmetern, den aktuell größten Supermarkt des Unternehmens.
Am 9. Juli 2013 kaufte die Supermarktkette Kroger das Unternehmen Harris Teeter Supermarkets für rund 2,4 Milliarden US-Dollar, die Übernahme wurde am 29. Januar 2014 abgeschlossen. Mitte 2015 zog Harris Teeter sich aus Tennessee zurück, von den damals noch fünf Filialen wurden zwei geschlossen und drei zu Krogers-Filialen umgebaut.